# Liste de guitares électriques
 (août 2023).
 (août 2023).
Si vous disposez d'ouvrages ou d'articles de référence ou si vous connaissez des sites web de qualité traitant du thème abordé ici, merci de compléter l'article en donnant les références utiles à sa vérifiabilité et en les liant à la section « Notes et références ».
Certaines guitares électriques sont devenues aussi célèbres que leurs guitaristes. Elles sont des emblèmes de la musique rock ou blues. Leurs propriétaires et les disques dans lesquels elles apparaissent ont marqué l'histoire de l'instrument. Le plus souvent, elles sont issues de deux marques américaines : Fender et Gibson.

## Fender
Les Fender Stratocaster d'Eric Clapton sont parmi les guitares électriques mythiques. Ses Strats "Brownie" (Sunburst 1956) et "Blackie" (composite de plusieurs modèles, essentiellement 1956 et 1957, vendues en 2004 près d'un million de dollars au profit de son centre de désintoxication "Crossroads") sont associées à sa carrière. Il les a utilisées dans les années 70 et 80, avant que Fender ne fabrique un modèle à son nom.
Toujours chez les Stratocaster, la Fender Stratocaster d'Yngwie Malmsteen est surnommée "Duck" en raison de la présence d'un autocollant de Donald Duck collé sur la tête de l'instrument. Il s'agit d'une des guitares les plus chères sur le marché. Elle est célèbre pour sa touche scallopée et sa configuration des micros choisie par le guitariste.
Hank Marvin, le guitariste des Shadows, a acquis la première Stratocaster livrée en Europe. C'était un modèle Fiesta Red de 1958 qui devint une icône et engendra l'explosion des ventes de ce modèle dans ce coloris en Europe. Cette couleur symbolise le début des années 1960, en référence à Marvin, qui s'est vu lui aussi attribuer un modèle de Stratocaster portant son nom.
David Gilmour, guitariste de Pink Floyd, possède deux rares modèles Custom Color (l'un est blanc cassé et l'autre bleu) de 1954, dont la guitare portant le numéro de série 0001, bien qu'elle ne soit pas la première produite. Le modèle Fiesta Red de la même année, offert par Leo Fender au guitariste Pee Wee Crayton, porterait également le numéro de série 0001. Il possède également la Black Strat, guitare au corps et au pickguard noirs, qu'il a lui-même assemblée à partir de diverses autres guitares.
George Harrison joua avec les Beatles sur une Stratocaster de 1961, à l'origine de couleur Daphne Blue (tout comme celle de John Lennon). Il la dénomma "Rocky" et elle fut revernie et décorée par ses soins dans des coloris psychédéliques.
Des musiciens comme Mark Knopfler, Stevie Ray Vaughan, Jimi Hendrix, Rory Gallagher ou Buddy Holly utilisèrent également des Stratocasters restées célèbres.
Bien que la telecaster soit un modèle phare de la marque Fender, le modèle de telecaster joué par l'artiste-chanteur-compositeur Prince est produit par la marque allemande Höhner. Le nom exact de sa guitare est en réalité une H.S. Anderson Madcat.

## Gibson
Aussi symboliques que les Stratocasters, les Les Paul de chez Gibson ont été jouées par les plus grands : Jimmy Page et sa Les Paul Standard de 1959, Peter Green et sa Gibson Les Paul Standard 59 (dont le son si particulier s'est produit après avoir cassé son micro-manche - ce qui inspira fortement Slash, Duane Allman, Pete Townshend, Eric Clapton ou encore Jeff Beck et sa Les Paul 54 Oxblood).
Les ES-335 sont des guitares semi-creuses (Semi-Hollow en anglais) populaires. B. B. King en est le premier utilisateur avec son modèle Lucille.
La série des Gibson SG possède une forte réputation. Son plus célèbre ambassadeur demeure Angus Young.
La Gibson Firebird est associée à Johnny Winter, qui jouait principalement sur cet instrument.
La Gibson EDS-1275, Gibson SG à deux manches, l'un muni de six cordes, l'autre de douze, fut utilisée pour ne pas avoir à changer de guitare sur scène. Elle a acquis sa notoriété grâce, notamment, à Jimmy Page qui l'utilise sur Stairway to Heaven, titre phare de Led Zeppelin. Instrument très rare car très cher et fabriqué sur commande, elle doit aussi sa célébrité à Slash, guitariste des Guns N' Roses et à Don Felder du groupe The Eagles qui interprétait Hotel California sur cette guitare.
La Gibson Flying V est souvent associée à Jimi Hendrix, Lenny Kravitz, Rudolf et Michael Schenker, ou encore Kirk Hammett ; avec la Gibson Explorer, que l'on peut associer à The Edge, Joel O'Keeffe, guitariste du groupe Airbourne, à James Hetfield de Metallica ou à Matthias Jabs, des Scorpions, ce sont autant de modèles incontournables dans l'univers de la guitare électrique.

## BC Rich
Dans le style de B.C. Rich très particulier, et surtout très métal, il y a la célèbre Warlock. Elle fut aussi, pendant un temps, l'instrument de Mick Thompson (du groupe Slipknot), celle de Nikki Sixx (bassiste de Mötley Crüe), celle de Chuck Schuldiner et celle du très connu Kerry King (de Slayer).

## Autres guitares célèbres
- La Gretsch White Falcon, qui symbolise plusieurs guitares électriques emblématiques par ses formes et ses couleurs reconnaissables. Bono, chanteur de U2, en possède un modèle vert, rebaptisé la "Green Falcon".
- La Kramer d'Eddie Van Halen, un symbole typique du hard rock.
- La "Red Special" de Brian May, guitariste de Queen, montée de toutes pièces par ce dernier et son père et dont le corps a été fabriquée à partir d'une vieille poutre ayant servi de linteau à une cheminée offerte par un ami. Son son unique constitue l'une des caractéristiques immédiatement reconnaissables du groupe.
- La guitare Tiger, fabriquée en 1979 pour Jerry Garcia, régulièrement utilisée par le guitariste jusqu'en 1989, puis de façon moins fréquente jusqu'à sa mort en 1995.

## Liste de guitares électriques célèbres
| Guitariste                            | Modèle de guitare                              | Surnom de la guitare     |  |
| ------------------------------------- | ---------------------------------------------- | ------------------------ |  |
| Eric Clapton                          | Fender Stratocaster 1957 (mix)                 | Blackie                  |  |
| Eric Clapton                          | Fender Stratocaster 1956                       | Brownie                  |  |
| Eric Johnson                          | Fender Stratocaster 1954                       |                          |  |
| David Gilmour                         | Fender Stratocaster 1954                       | N°0001                   |  |
| Noel Gallagher                        | Epiphone Union Jack Sheraton                   | Supernova                |  |
| Rory Gallagher                        | Fender Stratocaster 1961                       |                          |  |
| George Harrison                       | Fender Stratocaster 1961                       | Rocky                    |  |
| Hank Marvin                           | Fender Stratocaster 1958 (finition Fiesta Red) |                          |  |
| Jimi Hendrix                          | Fender Stratocaster 1968                       | Black Beauty             |  |
| Mark Knopfler                         | Fender Stratocaster 1954                       | Jurassic Strat           |  |
| Mark Knopfler                         | Fender Stratocaster Knopfler signature Series  |                          |  |
| Mark Knopfler                         | Gibson Les Paul Special 1959                   |                          |  |
| Mark Knopfler                         | Pensa-Suhr mkI                                 |                          |  |
| Matthias Jabs                         | Fender Stratocaster                            | Jabocaster               |  |
| Matthias Jabs                         | Gibson Explorer                                | Gibson Explorer 90       |  |
| Stevie Ray Vaughan                    | Fender Stratocaster 1959/62 (mix)              | Number One               |  |
| BB King                               | Gibson ES 355                                  | Lucille (cf: Manga Beck) |  |
| Jimmy Page                            | Gibson Les Paul                                |                          |  |
| Peter Green, Gary Moore, Kirk Hammett | Gibson Les Paul 1959 Standard                  | Greeny                   |  |
| Chuck Berry                           | Gibson ES-335                                  |                          |  |
| Billie Joe Armstrong                  | Fernandes Stratocaster 1982                    | Blue                     |  |
| Angus Young                           | Gibson SG                                      |                          |  |
| John Frusciante                       | Fender Jaguar 1962 (American)                  |                          |  |
| Bruce Springsteen                     | Fender Telecaster Esquire 1952                 |                          |  |
| Kurt Cobain                           | Fender Mustang "Competition" 1969              | Lake Placid Blue         |  |
| Jean-Claude Roboly                    | Fender Stratocaster 1962                       | White Ivoire             |  |
| Gérard Roboly                         | Fender Stratocaster 1962                       | White Ivoire             |  |
| Brian May                             | Red Special (Modèle unique)                    | Red Special              |  |